# السنة الدولية للأرز

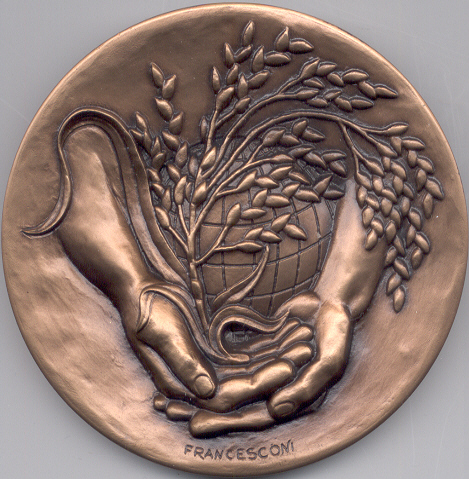
وجه عملة برونزية لتقويم منظمة الأغذية والزراعة لعام 2004

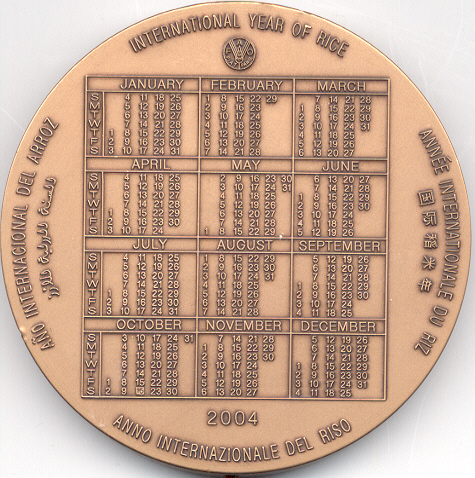
تقويم منظمة الأغذية والزراعة لعام 2004 على الوجه الخلفي

أعلنت الأمم المتحدة عام 2004 سنة دولية للأرز، مشيرة إلى أن الأرز غذاء أساسي لأكثر من نصف سكان العالم، ومؤكدة على ضرورة زيادة الوعي بدور الأرز في التخفيف من حدة الفقر وسوء التغذية. 

## روابط خارجية
- موقع السنة الدولية للأرز